# 杨美盈
杨美盈（1983年5月26日—），是马来西亚希望联盟（希盟）成员党——民主行动党的政治人物，现任该党全国宣传秘书、雪兰莪州秘书兼妇女组主席。她同时也是雪兰莪州蒲种区的国会议员，并担任国会妇女、儿童及社区发展特別遴选委员会主席。

## 简介
杨美盈于柔佛州昔加末县峇都安南出生，家族共有6名兄妹之中，杨美盈在家中排名第4。
杨美盈柔佛在化南小学就读小学，2000年毕业于昔華中學，曾代表学校和柔佛州参加全国篮球赛。2006年她以一等荣誉学士学位毕业于马来西亚国油大学，主修化学工程，原本有机会前往剑桥大学升学却因学费问题而作罢。之后她在斯伦贝谢有限公司位于的分公司工作了两年后选攻硕士。2010年时获得盖茨剑桥奖学金后赴英国剑桥大学完成高等化学工程系硕士学位，并荣获荣誉证书。

## 政治生涯
2012年2月加入民主行动党的志工团。2012年8月27日，民主行动党全国秘书长林冠英宣布，杨美盈和王建民正式加入该党，为行动党在大选增添助力。她将负责拟定党的社交媒体竞选策略。此外，她也是现为白沙罗国会议员潘俭伟的特别助理。
2013年3月20日，她获得民主行动党钦点上阵雪兰莪百乐镇州议席（现万达镇州议席）。她针对该区的高犯罪率，交通阻塞，闪电水灾以及贫穷阶层的困境发表了她的竞选宣言。2013年5月6日大选成绩揭晓后，她以30,689张多数票当选成为百乐镇州议员，同时也是雪兰莪州议会当时史上最年轻的议员。
她在拜访美国白宫期间向美国总统贝拉克·奥巴马提问有关他对当时马来西亚反对党阵营被政治打压的窘境，以及当时的反对党领袖安华被囚禁的立场。
2018年3月24日，行动党秘书长暨峇眼国会议员林冠英宣布杨美盈将会在柔佛州的峇吉里上阵，此次也是杨美盈第一次从州议席转攻国席。2018年5月9日，在第十四届全国大选中，她成功当选为峇吉里区国会议员。2018年7月2日，杨美盈在国家皇宫宣誓就任马来西亚能源、科学、科技、环境及气候变化部长，目前担任行动党全国副宣传秘书以及希望联盟青年团副团长。

### 能源、科学、科技、环境及气候变化部长
杨美盈上任后便宣布马来西亚的再生能源发电率将于2030年从2%提高至20%。在能源效率（energy efficiency）方面，她推动修建政府大楼，不仅可以节约用电能还能替政府节省开销。她在上任后也协助在全国范围内制定了洋垃圾进口禁令并发布了有关零一次性使用塑料的十二年的政策路线图，其中包括到2030年在马来西亚取消使用一次性塑料的法律框架。在担任部长的短短几个月内，她在环保方面的努力让她荣获英国权威科学期刊《自然》杂志的认可，成为2018年度十大科学人物。 
杨美盈在就任部长后积极推动于减少一次性塑料的使用和塑料所造成的污染。其中她于2018年10月推介2018至2030年一次性塑料袋零使用蓝图，并计划向零售商、连锁商店及连锁餐馆推行征收污染费，并获得英国《自然》杂志评选为该杂志的年度十大科技人物之一。
2021年4月，民主行动党在柔佛州举行委员会改选之中，以刘镇东为首的主流派受到以陈泓宾和巫程豪为首的草根派来势汹汹的严峻挑战，扬美盈公开表态支持现任州主席刘镇东和署理主席张念群，加入主流派阵营。最终在5月2日，柔佛主流派阵营大获全胜，扬美盈在州党选中获得631票支持，继上届州选再次最高票当选。

## 政策宣布

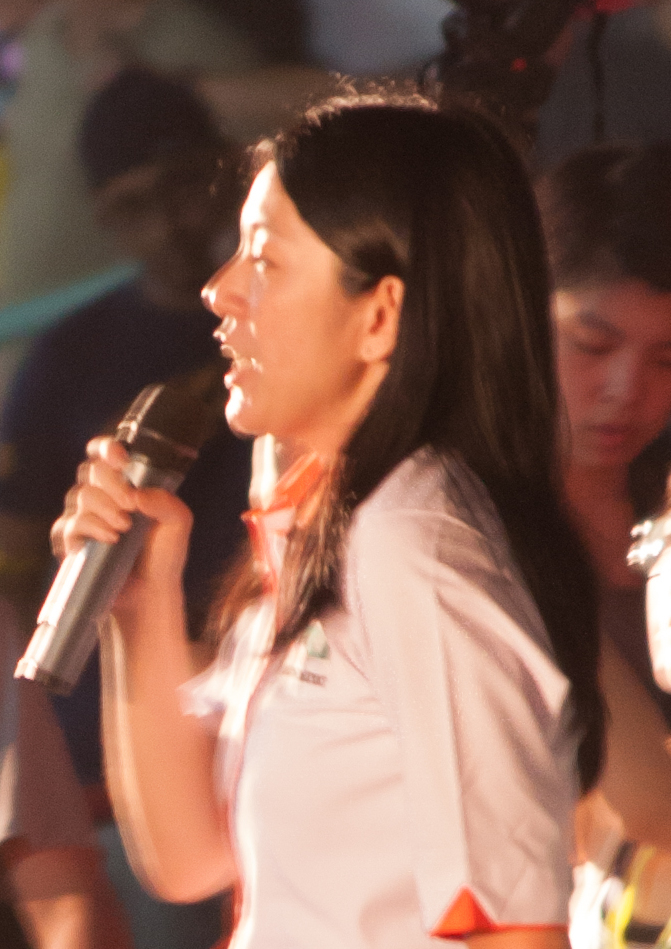
2013年正在发表演讲的杨美盈

杨美盈提倡廉政、人权以及社会正义，曾经就签署不透明的雪州水务备忘录事件在州议会上质问前雪州州务大臣卡立依布拉欣，并在卡立下台后向现任雪州州务大臣阿兹敏阿里提问有关她对新成立的州立投资公司达鲁益山投资公司的疑问。

### 《2018年至2030年零一次性塑料路线图》
根据2015年发表在《科学》杂志上的一项研究，马来西亚在塑料管理不善方面排名第8位。 塑料管理不善将影响一国的环境，健康和经济。 此外，塑料会分解成微塑料，进入食物链并影响水生生物及人类健康。 因此，能源、科学、科技、环境及气候变化部于2018年10月推出的马来西亚《2018年至2030年零一次性塑料路线图》，设立目标在未来12年内分阶段实施逐步减少使用塑料，并在2030更广泛的使用能生化分解的替代品。该路线图是一份活文件，允许各州政府以该部门（MESTECC）规定的阶段内及目标为基础，根据各州属人民的环保意识和准备程度，逐步落实有关政策。

### 取消四项独立发电厂合约
2018年10月25日，杨美盈在国会部长答问环节当中提及马来西亚政府决定取消四项独立发电厂合约，这些合约都是通过直接洽商授予的，原因是它们没有遵守各自约函中所规定的条件。同时，这四项取消共为政府节省了12亿令吉的电能生产费用。被取消的四项合约分包括：Edra能源公司的400兆瓦太阳能发电固打、马拉科夫（Malakoff）与国家能源在雪州加埔所设的700兆瓦天然气发电厂、Aman Majestic有限公司与国家能源在登州北加所设的1400兆瓦天然气发电厂、以及沙巴能源发展（山打根）有限公司与SM Hydro Energy在山打根棕油工业区所设的300兆瓦天然气发电厂。
杨美盈也提到，如果马来西亚国家电能储备维持在32%水平，同时这些计划被允许继续下去，这将导致马来西亚的电能储备达到46%水平，远超出国人所需要的水平，进而提高生产费用。当生产费用提高，电费也会提高。

### 表现不佳电力收购制（FiT）配额被撤销 重新开放配额
马来西亚能源部于2018年9月共撤销156兆瓦（155.7256MW）可再生能源配额，其中的115兆瓦（114.5682MW）配额在2018年第四季度重新分批开放申请。
小型水力发电的配额为74.5682兆瓦，预计到2020年和2021年将实现商业运营。沼气和生物质的配额则分别为30兆瓦和10兆瓦， 被重新开放沼气及生物质配额的商业营运目标是2021年。 156兆瓦被撤销的配额当中，其中一项就是沙巴斗湖地热发电厂，经政府考察，发现该项目没有进展。钻探活动已于2016年第三季停止，现场也没有工作人员。
同时，马来西亚永续能源发展局（SEDA）也首次于电力收购机制（FiT）系统中, 为30兆瓦沼气（biogas）进行电子竞标（e-bidding），目的是通过提高竞争让利用沼气资源产电提供更好的定价效率。

### 太阳能光伏计划 - 改善净能量计量(NEM)
马来西亚政府于2016年底推出净电能计量政策（NEM）计划，鼓励业者在屋顶安装太阳能发电板，以生产再生能源自供，或将额外生产的太阳能传输回电网卖给国能公司。在净电能计量政策下，用户即是电力生产者，也是消费者，并依据电费单的转换成本（displaced cost）缴付电费。自2016年底推介以来，民间太阳能电力使用率非常低，在市场提供的500兆瓦配额中，太阳能使用率只有区区17兆瓦（MW），想等于3%。 这是因为用户将额外电力卖个TNB的价格，与他们购买电力的价格存在差价；用户以每千瓦50仙的价格向国能购买电力；国能却以每千瓦31仙的向用户购买额外生产的太阳能。
为了改善净电能计量政策，能源部长杨美盈于2018年10月20日宣布了新措施。
从2019年1月开始，太阳能住家用户（domestic user）卖电及买电的价格将不存在差异，电费计算会以一对一方式计费，即电力使用量扣除额外发电量后，用户只需支付净使用额的电费。这意味着太阳能所产生的每一千瓦将抵消用户所使用的每一千瓦，而不是在此之前的差价。通过这一新措施，能源部希望通过改善净电能计量政策，鼓励民众使用太阳能，通过生产太阳能降低用户的电费。
对于商业和工业用户，政府已同意扩大可再生能源供应协议（SARE）来推行太阳能租借（solar leasing)机制。通过这机制，太阳能电板的购买、安装成本、发电收入和电费将由三方决定，即客户，太阳能电板的投资者/业主及电力公司（国能）决定。这新措施让用户可以在零预付费用下安装太阳能电板，安装成本将由业主承担，用户只需要每个月支付太阳能租凭费用或太阳能电力费用。

### 第三回合大型太阳能项目公开招标（LSS3）
2019年2月，能源部长杨美盈宣布价值20亿令吉的第三回合500兆瓦大型太阳能项目（LSS3）公开招标，以实现马来西亚百分之二十可再生能源发电率的目标。 招标程序于2019年2月至8月期间开放，为期六个月。
截至2019年8月，竞标结果显示，在马来西亚，太阳能产量成本比天然气发电产量成本低，这有赖于更先进的太阳能板发展技术以及公开招标保障了最具竞争力的价格。 在这次公开招标中的首4个最低标价的项目，均以低于天然气产电成本的价格出价，即目前为[每千瓦时（kWh）] 23.22仙，最低为每千瓦时17.77仙。这首四个最低标价项目占了500兆瓦中的365兆瓦。 这比起几年前第二回合大型太阳能计划（LSS2）招标的最低价32仙，足足减了45%。能源委员会目前正对有关竞标的申请进行技术评估，如无意外，500兆瓦的发电量成本价将不会超过每千瓦特24仙，看得出马来西亚的再生能源的价格将来会进一步下降。
杨美盈也提到，马来西亚需要投资330亿令吉，以达到2025年时百分之二十再生能源发电的目标。同时，证券委员会已经针对绿色融资进行6个月的研究，并成立融资工作队，工作队提出21项行动计划，以促进企业对再生能源的330亿令吉投资，政府将审查所有行动计划并实施。”

### 第二次生沼气能电子竞标和小型水力发电
2018年第四季度，马来西亚永续能源发展局（SEDA）首次为30兆瓦沼气（biogas）发电进行电子招标。 2019年7月，马来西亚永续能源发展局（SEDA）正在完成第二次沼气电子招标和小型水力发电系统的首次电子竞标。杨美盈在在2019年7月23日的一份声明中表示，电子竞标的目的是通过健康的竞争保障沼气和小型水力发电的竞标价格更具竞争力。 
电力收购机制（FiT）传统上以固定利率提供电价。 在实施电力收购机七年后，SEDA通过竞争性招标改善了可再生能源开发商提供的标价。 继2018年第四季度开展了沼气首次电子竞标后，SEDA再次以电子招标形式向30兆瓦和160兆瓦的沼气和小型水力发电进行招标。
截至2019年6月底，SEDA共批准了12,540个电力收购申请，总容量为1,744.38兆瓦。 其中34.6％（小型水力发电），25.4％（太阳能光伏），23.5％（生物质），14.4％（沼气）和2.1％（地热能）。同时，实现商业运营的可再生能源项目总数为10,254个，总装机容量为621.96兆瓦，其中有61.8％是太阳能光伏，15.4％是生物质，11.5％的沼气和11.3％的小型水力发电。

### 能源效率管理法案（EECA）
根据一项由大马经济策划组（EPU）及联合国开发计划署（UNDP）所做的研究，假设我国能提高能源效率，从2016年到2030年间，我国的潜在节能量将达到470亿令吉。该研究还表明，推行能源效率的主要障碍之一是缺乏监管框架。据此，能源部正在草拟《能源效率管理理法案》（Energy Efficiency Conservation Act），预计在一年内在国会下议院提呈该法案。

### 能源绩效合约（EPC）
除了提呈能源效率管理法案，能源部也检讨了《2016-2025年国家能源效率行动计划》（NEEAP）, 拟定目标于2025年通过提高能源效率达到百分之八电力成本节省。 能源部将重点关注建筑行业的能源效率，即建筑物的用电量。因为它已被国际认定为减少能源消耗的最具成本效益的领域之一。马来西亚建筑物的电力消耗占全国总用电量的百分之五十以上。这表示，如果马来西亚能够提高建筑物的能源效率，那么节省电力成本将可达到420亿。

### 关于莱纳斯先进材料工厂（LAMP）放射性废料囤积决定
在莱纳斯评估委员会于2018年11月27日给能源、科技、科学、气候变化及环境部（MESTECC）提交评估报告后，该部门表示对废料不断积累所带来的风险增加表示高度关註，且在短期內没有可行的解决方案来管理废料积累问题。因此，能源、科技、科学、气候变化及环境部不允许，莱纳斯先进材料工厂（LAMP）无限度积累废料。
为此，莱纳斯想要获得运营准证更新，必须符合一定条件：
1.必须清除该公司在大马境內累积的具有放射性物质的「水沥滤净化固体（WLP）废料」。现有的临时废料存储许可证將於2019年9月2日到期。（备注：澳洲莱纳斯和大马莱纳斯分別於2012年2月23日和2012年3月6日提交了信函，承诺在必要时从清理在大马废料。）
2.对於非放射性的预订產量底流中和固体（NUF），莱纳斯先进材料工厂（LAMP）应该提交处理有关废料的行动计划，在根据2005年环境素质（指定废料）条规的第9（6）条款和第9（7）条款之下，未来莱纳斯做出申请时，该行动计划將作为考虑条件之一。
该部相信，这一决定将有助于保障民众的生存环境及福祉。

## 奖项和表彰

### 国际荣誉
- 《自然》2018年十大年度科学人物 - 杨美盈 被英国权威科技期刊《 自然 》选为2018年度影响世界的十大科学人物 [45]

- 2019年度全球年轻领袖-"2019年度127名全球年轻领袖"-By  世界经济论坛 [46] [47]

## 政见(马来西亚雪州百乐镇州议员- 2013年6月至2018年4月)

### 针对国家学前教育计划单位（PERMATA）的评论
2017年3月15日，杨美盈发表文告质疑国家学前教育计划单位的账目不透明，并且质问为何该单位的负责人罗斯玛·曼梳没通过民选程序却能在政府高级机构担任名誉顾问一职。
她指出，该单位应该归属于各个正式的部门之下，因为它们的设备会比较良好，也在相关领域有比较多经验。比如说，托儿所目前是属于妇女、家庭及社区发展部的权限。根据1984年托儿所法令，隶属妇女部的社会福利部是马来西亚所有托儿所的监管者。既然妇女部已经监督着职场上的托儿所、社区里的托儿所，以及所有其他的托儿所，那PERMATA托儿所的项目就没有理由不隶属于妇女部的管辖之下，而不是像现在这样隶属于首相署。PERMATA的其他项目也和教育部及乡区及地方发展部的功能重叠。假如罗斯玛真的是为了马来西亚儿童的利益着想的话，她就应该把学前发展让给那些比较专业的部门来操作。
杨美盈坚持PERMATA是由纳税人的钱所资助的，所以也应当受到公众的检阅，如果罗斯玛无法接受公众问责那就应该辞去名誉顾问一职。同年5月，拿汀罗斯玛携带代表团远赴英国推展PERMATA计划。

### 反驳雪州乐龄亲善金（SMUE）遭滥用
2017年3月，巫统大港区部主席拿督斯理嘉玛指控她涉及贪污和滥用SMUE基金，并且扬言会向反贪会呈交证据。事后，杨美盈公开所有乐龄亲善计划基金的相关文件，包括付给受益人的每笔收据和过账记录，以反驳拿督斯里嘉玛。她同时也把相关文件带到反贪会，但是拿督斯里嘉玛却在扬言呈交证据的日期缺席，仅把所谓的证据交给代表呈交。同年7月，杨美盈针对此事入禀法院起诉拿督斯里嘉玛诽谤，并索偿500万令吉马币，唯拿督斯里嘉玛在呈交答辩书时缺席。

### 千百家土地事件
2017年9月15日，雪州八打灵再也行动党发布记者会指控雪州马华公会在前朝政府手中，以每平方公尺仅1令吉马币的价钱（低于市价接近四百倍）在千百家新村购买了一块地段并迫迁当地的居民。在此案中，雪州马华公会被指责在执政期间以总共5万2028令吉向八打灵再也市议会买下了如今市值1800万令吉的土地。杨美盈和千百家新村村长林樱桦指出，当时的马华公会前国会议员拿汀巴杜卡周美芬宣称该地段将会用来推动居民种植龙珠果，但是后来就没有下文了。而杨美盈是透过市议会的地方建设蓝图发现有关地段的地主申请把原是河流地的土地转换为商业用途才揭发了此事。因为该土地位于河畔地带，理应获保留为治水防洪功能。
事情揭发后，马华公会雪州联委副主席陈章成、前八打灵再也北区国会议员拿汀巴杜卡周美芬及马华八打灵再也北区区会主席陈锦传一同指出，有关地段将会保留为公共用途。杨美盈就此事件反驳道：就算真的要保留为公共用途，那块土地也应该是由雪州政府持有。再者，如果真的是保留为公共用途，那为何马华公会向市议会申请把该地的河流保护区性质转换为商业用途。

## 选区服务与社会工作
为了帮助她选区内的弱势群体，她的办公室办了两家免费补习中心，一个位于白沙罗比斯达里（Damansara Bistari），而另一个位于千百家新村（Kampung Chempaka），以协助低收入家庭的孩子得到更多学业上的辅助。与此同时，她的服务中心也主办食物银行计划让超过100位绝对贫穷阶层每个月获得基本生活援助。
她也踊跃参与民主行动党主导的马来西亚之梦社会服务工作。事实上，她是砂拉越之梦第一个项目的其中一个发起人。她的团队深入砂拉越的偏远地区Sait村为当地居民建设起基本生活措施，例如马路、水供与电力供应等。
她同时也是LEAP青少年领袖培训营的发起人。（L-Leadership 领导能力; E-Education 教育; A-Activism 实践; P-Politics 政治醒觉）该培训营致力于培养大学生对马来西亚政治运动的敏感性以及提高大学生对于政治诉求的行动力。包含的内容有：马来西亚政治阵营，选举制度，选区服务，媒体舆论以及政治辩论等。
杨美盈的办公室定期携带年轻人参观国会与州议会，以让年轻人对国家政治体系有更进一步的认识。
此外，在这几年的时间里，她的办公室录取了超过30名实习生。该项计划不仅提供实习机会，也间接让年轻人对政治和社会课题有更多的接触。

## 新书发布
2018年3月14日，杨美盈发布了自己撰写的《政治on不on？》一书，并在新书发布会上宣告自己将会南下柔佛州竞选的消息。

## 参选结果
| 年份 | 选区             | 候选人 | 候选人                      | 得票数 | 得票率 | 竞选对手                       | 竞选对手                      | 得票数 | 得票率 | 总票数  | 多数票 | 投票率 |
| ---- | ---------------- | ------ | --------------------------- | ------ | ------ | ------------------------------ | ----------------------------- | ------ | ------ | ------- | ------ | ------ |
| 2018 | 柔佛 P145 峇吉里 |        | 杨美盈（希盟 - 民主行动党） | 38,718 | 62.65% |                                | 辜春材 （国阵 - 马华公会）    | 15,507 | 25.09% | 61,800  | 23,211 | 84.50% |
| 2018 | 柔佛 P145 峇吉里 |        | 杨美盈（希盟 - 民主行动党） | 38,718 | 62.65% | 莫哈末扎鲁 （和阵 - 伊斯兰党） | 7,575                         | 12.26% |        | 61,800  | 23,211 | 84.50% |
| 2022 | 雪蘭莪 P103 蒲种 |        | 杨美盈（希盟 - 民主行动党） | 79,425 | 65.67% |                                | 赛依不拉欣（国阵 - 印穆国大） | 21,468 | 17.75% | 122,437 | 57,957 | 79.12% |
| 2022 | 雪蘭莪 P103 蒲种 |        | 杨美盈（希盟 - 民主行动党） | 79,425 | 65.67% | 赵志刚（国盟 - 民政党）        | 18,263                        | 15.10% |        | 122,437 | 57,957 | 79.12% |
| 2022 | 雪蘭莪 P103 蒲种 |        | 杨美盈（希盟 - 民主行动党） | 79,425 | 65.67% | 关志庭 （独立人士）            | 1,793                         | 1.48%  |        | 122,437 | 57,957 | 79.12% |

| 年份 | 选区       | 候选人 | 候选人                      | 得票数 | 得票率 | 竞选对手           | 竞选对手                  | 得票数 | 得票率 | 总票数 | 多数票 | 投票率 |
| ---- | ---------- | ------ | --------------------------- | ------ | ------ | ------------------ | ------------------------- | ------ | ------ | ------ | ------ | ------ |
| 2013 | N36 百乐镇 |        | 杨美盈（民联 - 民主行动党） | 37,303 | 84.21% |                    | 林春景（国阵 - 马华公会） | 6,614  | 14.93% | 44,654 | 30,689 | 83.63% |
| 2013 | N36 百乐镇 |        | 杨美盈（民联 - 民主行动党） | 37,303 | 84.21% | 廖威鸣（独立人士） | 380                       | 0.86%  |        | 44,654 | 30,689 | 83.63% |

## 外部連結
- 杨美盈个人网站 （页面存档备份，存于）
- 杨美盈的Facebook專頁

| 马来西亚国会下议院职务 | 马来西亚国会下议院职务                 | 马来西亚国会下议院职务                |
| ---------------------- | -------------------------------------- | ------------------------------------- |
| 前任： 余德华 行动党   | 峇吉里议员 2018年7月16日－             | 現任                                  |
| 雪蘭莪州议会职务       |                                        |                                       |
| 前任： 谢永贤 行动党   | 百乐镇议员 2013年6月24日－2018年4月7日 | 繼任： 嘉玛利亚 民主行动党 易名万达镇 |